# Canton de Monthois
Le canton de Monthois est une ancienne division administrative française située dans le département des Ardennes et la région Champagne-Ardenne.

## Géographie
Ce canton était organisé autour de Monthois dans l'arrondissement de Vouziers. Son altitude moyenne était de 195 m.

## Représentation

### conseillers généraux
- De 1833 à 1848, les cantons de Machault et de Monthois avaient le même conseiller général. Le nombre de conseillers généraux était limité à 30 par département.

| Période | Période      | Identité               | Étiquette    | Qualité |
| ------- | ------------ | ---------------------- | ------------ | --- |
| 1833    | 1842         | Baron Michel Veilande  | Libéral      | Général d'Empire Maire de Brières (1820-1827) Député (1820-1823)                                                                                         |
| 1842    | 1867         | Prosper Alexis Allaire |              | Docteur en droit, juge de paix à Monthois, propriétaire à Bouconville (Francs-Fossés), ancien avocat à la Cour royale de Paris                           |
| 1867    | 1887 (décès) | Paul Doury             | Droite       | Notaire, maire de Savigny-sur-Aisne |
| 1887    | 1895         | Étienne de Ladoucette  | Monarchiste  | Auditeur au Conseil d'État Député de Meurthe-et-Moselle (1876-1881) Député des Ardennes (1881-1885, 1889-1893)                                           |
| 1895    | 1912 (décès) | Paul Barbeaux          | Républicain  | Agriculteur, notaire, maire de Séchault |
| 1912    | 1917 (décès) | Remy Cuif              | Rad          | Cultivateur Maire de Saint-Morel |
| 1917    | 1919         | siège vacant           |              | |
| 1919    | 1940         | Ernest Lemoine         | Rad          | Cultivateur Maire de Brécy-Brières (1919-1945) |
|         |              |                        |              | |
| 1945    | 1955         | Henri Soudant          | DVD          | Cultivateur à Marvaux-Vieux, ancien conseiller d'arrondissement                                                                                          |
| 1955    | 1979         | Eugène Cuif            | RI puis DVD  | Exploitant agricole Sénateur (1955-1959) Président du Conseil Général (1976-1979) Maire de Saint-Morel (1935-1944) Président de la Chambre d'Agriculture |
| 1979    | 1992         | Hubert Merlhès         | UDF          | Médecin Maire de Monthois (1977-1989) |
| 1992    | 2009 (décès) | Patrice Groff          | DVD puis UMP | Infirmier Maire de Monthois |
| 2009    | 2015         | Thierry Deglaire       | SE           | Cultivateur Maire de Saint-Morel |

### Conseillers d'arrondissement
| Période | Période      | Identité                          | Étiquette   | Qualité |
| ------- | ------------ | --------------------------------- | ----------- | --- |
| 1833    | 1845         | Paul Doury                        |             | Notaire à Savigny                                                                                            |
| 1845    | 1852         | Antoine Marie Périnet (1798-1858) |             | Notaire, maire de Monthois                                                                                   |
| 1852    | 1904         | Eugène Clerc                      |             | Maire de Saint-Morel                                                                                         |
| 1904    | 1912         | Remy Cuif                         | Radical     | Cultivateur, maire de Saint-Morel                                                                            |
| 1912    | 1919         | Ernest Lemoine                    |             | Cultivateur à Brécy                                                                                          |
| 1919    | 1926 (décès) | Louis Collin-Cuif                 |             | Cultivateur à Saint-Morel                                                                                    |
| 1926    | 1940         | Henri Soudant (1880-1959)         | Républicain | Cultivateur, maire de Marvaux-Vieux                                                                          |
| 1940    |              |                                   |             | Les conseils d'arrondissement ont été suspendus par la loi du 12 octobre 1940 et n'ont jamais été réactivés. |

## Communes
Le canton de Monthois regroupait dix-huit communes et comptait 2 702 habitants (population légale de 2007 sans doubles comptes).
| Nom                      | Code Insee | Intercommunalité           | Population (dernière pop. légale) |
| ------------------------ | ---------- | -------------------------- | --------------------------------- |
| Monthois (chef-lieu)     | 08303      | CC de l'Argonne Ardennaise | 371 (2014)                        |
| Ardeuil-et-Montfauxelles | 08018      | CC de l'Argonne Ardennaise | 76 (2014)                         |
| Aure                     | 08031      | CC de l'Argonne Ardennaise | 51 (2014)                         |
| Autry                    | 08036      | CC de l'Argonne Ardennaise | 129 (2014)                        |
| Bouconville              | 08074      | CC de l'Argonne Ardennaise | 51 (2014)                         |
| Brécy-Brières            | 08082      | CC de l'Argonne Ardennaise | 69 (2014)                         |
| Challerange              | 08097      | CC de l'Argonne Ardennaise | 476 (2014)                        |
| Condé-lès-Autry          | 08128      | CC de l'Argonne Ardennaise | 78 (2014)                         |
| Liry                     | 08256      | CC de l'Argonne Ardennaise | 100 (2014)                        |
| Manre                    | 08271      | CC de l'Argonne Ardennaise | 92 (2014)                         |
| Marvaux-Vieux            | 08280      | CC de l'Argonne Ardennaise | 75 (2014)                         |
| Montcheutin              | 08296      | CC de l'Argonne Ardennaise | 148 (2014)                        |
| Mont-Saint-Martin        | 08308      | CC de l'Argonne Ardennaise | 74 (2014)                         |
| Saint-Morel              | 08392      | CC de l'Argonne Ardennaise | 221 (2014)                        |
| Savigny-sur-Aisne        | 08406      | CC de l'Argonne Ardennaise | 373 (2014)                        |
| Séchault                 | 08407      | CC de l'Argonne Ardennaise | 63 (2014)                         |
| Sugny                    | 08431      | CC de l'Argonne Ardennaise | 106 (2014)                        |
| Vaux-lès-Mouron          | 08464      | CC de l'Argonne Ardennaise | 86 (2014)                         |

## Démographie
| 1962  | 1968  | 1975  | 1982  | 1990  | 1999  | 2006  | 2011  | 2012  |
| ----- | ----- | ----- | ----- | ----- | ----- | ----- | ----- | ----- |
| 3 796 | 3 441 | 3 105 | 2 884 | 2 694 | 2 536 | 2 702 | 2 704 | 2 704 |